# Джорджо Вазари
Джорджо Вазари (на италиански: Giorgio Vasari) е известен италиански биограф, живописец, архитект и писател от епохата на маниеризма.
Вазари остава в историята повече като писател, отколкото като художник, заради забележителните си „Животописи на най-известните живописци, ваятели и архитекти“, авторитетна биографична книга в 3 части, посветена на живота и творчеството на редица италиански ренесансови художници, сред които Микеланджело, Джото, Леонардо да Винчи, Фра Анджелико, Филипо Липи.

## Биография
Роден е на 30 юли 1511 г. в Арецо, Италия. 
През 1524 г. отива във Флоренция, където работи при Андреа дел Сарто и Микеланджело. След пътешествие до Рим (1529), където се запознава с творби на Рафаело, Вазари се връща във Флоренция и постъпва на служба при Медичите - фамилията, която управлява града.
През 1561 г. основава Художествена академия с Великия херцог и Микеланджело начело и 36 художници за членове. 
Построява двореца Уфици (1560 – 1585) за административен офис на флорентинските магистрати (коридорът „Вазари“ свързва двореца Уфици с двореца Пити - по протежението му впоследствие са окачени портрети на много известни художници).
Автор е на много от фреските в двореца Векио във Флоренция и в Кралската зала във Ватикана (1571 – 1573).
Умира във Флоренция на 27 юни 1574 г. на 62-годишна възраст.

## Прочути творби
- „Животописи на най-значимите живописци, скулптури и архитекти“ – първата история на изкуството, 2 издания (1550 и 1568 г.)
- „Алегория“ – Палацо Векио – Флоренция
- „Монументалната сграда Уфици“ – Флоренция (1560 – 1574 г.)

## Картини
- Почиващия си Алесандро Медичи
- Пиета
- Птицеловци
- Светото семейство, съвместно с Андреа дел Сарто
- Тайната вечеря
- Сваляне от кръста
- Изкушенията на св. Йероним
- Св. Лука рисува Богородица
- Благовещение
- Пророк Елисей

## Архитектурни проекти
- Колонада и лоджия на галерия Уфици
- Лоджията на Вазари в Арецо
- Петър в Монторио, Рим
- Гробницата на Микеланджело
- Зала на стоте дни в Палацо дела Канчелерия, 1547
- Вила Джулия - Двор - Вазари - Виньола
- Част от Лоджията на Стария пазар във Флоренция, непосредствено преди разрушаването й през 1880-те